# Plator insolens
Plator insolens là một loài nhện trong họ Trochanteriidae. Loài này phân bố ở Trung Quốc.